# Biserica de lemn din Almășel

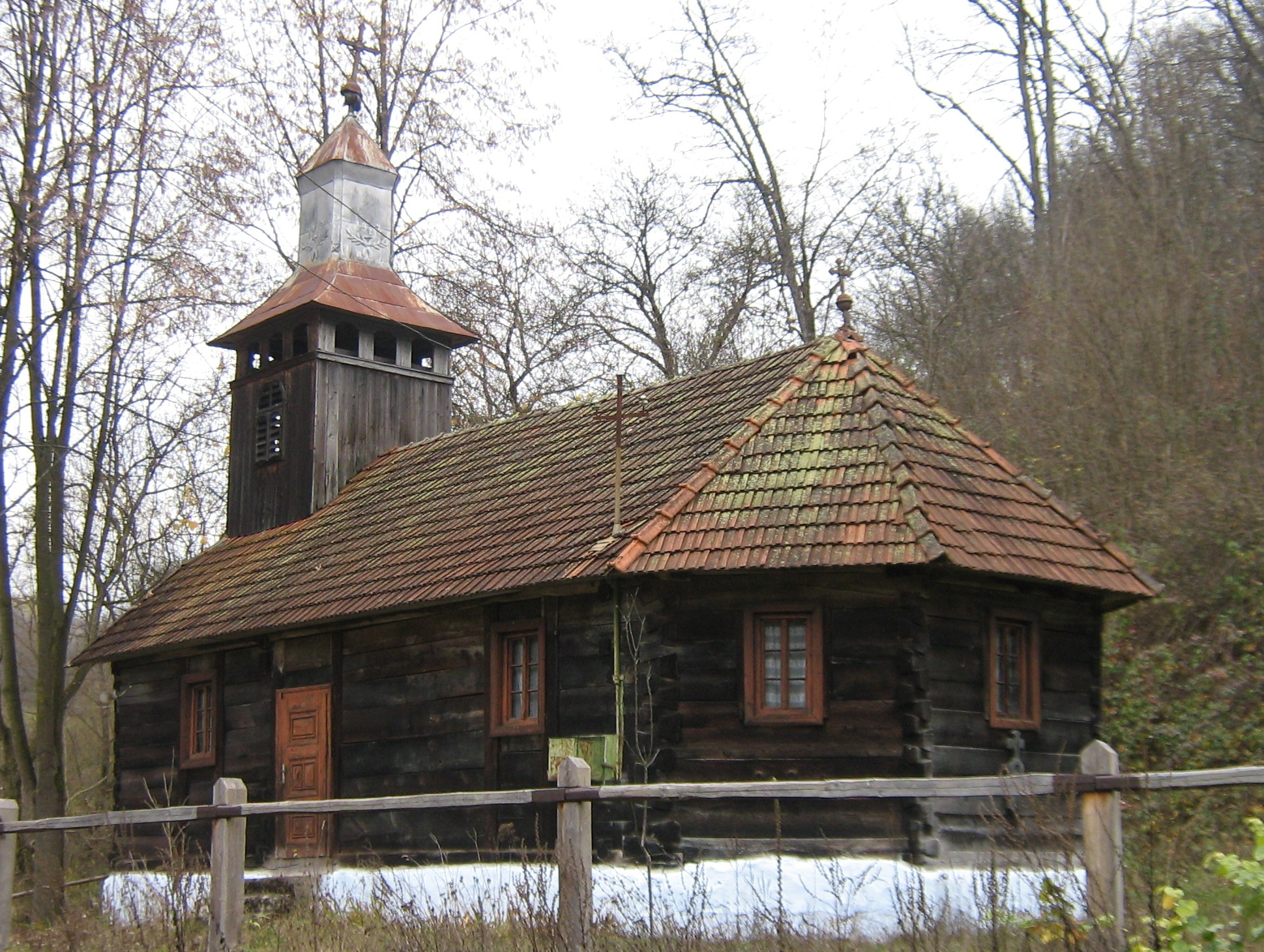
Biserica de lemn „Sfinții Arhangheli Mihail și Gavriil” din Almășel, comuna Zam, județul Hunedoara, foto: noiembrie 2008.

Biserica de lemn din Almășel, comuna Zam, județul Hunedoara a fost ridicată în anul 1927. Are hramul „Sfinții Arhangheli Mihail și Gavriil”. Biserica nu se află pe noua listă a monumentelor istorice.

## Istoric și trăsături
Biserica de lemn a satului Almășel, închinată „Sfinților Arhangheli Mihail și Gavriil”, a fost ridicată în anul 1927, în timpul păstoririi preotului Solomon Jurcoane, pe locul unui edificiu contemporan (1911), prăbușit, din cauza masivității, în 1923. Este un lăcaș de cult de plan dreptunghiular, cu absida nedecroșată, poligonală cu trei laturi. Ridicat pe un soclu de piatră, edificiul, renovat în 1978, este acoperit cu țiglă; excepție face doar coiful clopotniței robuste, cu un foișor deschis și coif etajat, învelit in tablă. Accesul în biserică se face prin două uși scunde, amplasate pe laturile de sud și de vest.
Înaintea acesteia, satul deținuse tot un lăcaș de cult din bârne, amplasat pe Dealul Negrului, în locul numit „Podeia”. A fost ridicat în secolul al XVIII-lea, fiind menționat doar în tabelele comisiilor de recenzare din anii 1733 și 1761-1762; celelalte conscripții, precum și harta iosefină a Transilvaniei (1769-1773), îl omit.